# وبلن (داکوتای جنوبی)
وبلن(به انگلیسی: Veblen) شهری در ایالت داکوتای جنوبی کشور ایالات متحده آمریکا است که جمعیت آن در سرشماری سال ۲۰۱۰ میلادی، ۵۳۱ نفر بوده‌است.